# Adam Silvera
Œuvres principales
- Et ils meurent tous les deux à la fin
- Pourquoi pas nous ?
- Tu ne m'as laissé que notre histoire
- Le premier qui meurt à la fin

Adam Silvera, né le 7 juin 1990 à New York, est un auteur américain de romans pour jeunes adultes faisant partie des auteurs présents dans la liste des meilleures ventes du New York Times. Il est principalement connu pour ses romans Et ils meurent tous les deux à la fin, Pourquoi pas nous? et Tu ne m'as laissé que notre histoire.

## Vie privée
Adam Silvera est né d'une mère portoricaine et a grandi dans une communauté portoricaine du sud du Bronx à New York,. Durant son enfance il vivait dans un foyer très précaire avec sa mère, son père et son frère ainé.
Adam Silvera a commencé à écrire vers l'âge de 10 ou 11 ans, dans un premier temps de la fan fiction.Il a écrit des histoires se déroulant dans le monde de Harry Potter, Charmed ou encore Supernatural sous un pseudonyme qu'il préfère ne pas révéler.
Adam Silvera a travaillé en tant que barista à la librairie Barnes & Noble puis en tant que libraire dans cette même entreprise. Ensuite il a été libraire chez Books of Wonder et a par la suite effectué un stage chez Figement puis est devenu critique pour Shelf Awareness et Paper Lanter Lit. avant de devenir écrivain.
Adam Silvera est ouvert sur ses problèmes de dépression et s'identifie comme personne homosexuelle,.Ces aspects sont mis en scène dans ses romans en choisissant des protagonistes homosexuels et en exposant des problèmes d'anxiété par exemple.
Dans ses débuts en tant qu'écrivain il a été confronté au scepticisme de la part des éditeurs en raison de ses personnages qui étaient principalement des personnes portoricaines queer, un éditeur auraient même voulu qu'il modifie le personnage d'Aaron dans More Happy Than Not pour le rendre blanc et homosexuel.

## Adaptations à l'écran
Les droits de cinéma de son quatrième roman, Pourquoi pas nous ? ((en) What If It's Us?) co-écrit avec Becky Albertalli, ont été vendus à Anonymous Content en 2018, avec pour scénariste Brian Yorkey.
En 2019, HBO a choisi son roman, Et ils meurent tous les deux à la fin, pour en faire une série avec comme producteur exécutif J. J. Abrams et Chris Kelly comme scénariste.

## Œuvre

### SérieDeath Cast
1. Et ils meurent tous les deux à la fin, Robert Laffont, coll. « R », 2018 ((en) They Both Die At The End, HarperTeen, 2017), trad. Constance de Mascureau, 416 p.  (ISBN 978-2-221-21823-5)
2. Le Premier qui meurt à la fin, Robert Laffont, coll. « R », 2022 ((en) The First to Die at the End, Quill Tree Books, 2022), trad. Cécile Ardilly et Fabien Le Roy, 414 p.  (ISBN 978-2-221-26558-1)

### SérieWhat If It's Us
1. Pourquoi pas nous ?, Hachette, 2018 ((en) What If It's Us, HarperTeen, 2018), trad. Mathilde Tamae-Bouhon et Jean-Baptiste Flamin, 380 p.  (ISBN 978-2-01-627020-2)Écrit avec Becky Albertalli.
2. (en) Here's To Us, HarperTeen, 2021Écrit avec Becky Albertalli.

### SérieInfinity Cycle
1. Fils de l'infini, Robert Laffont, coll. « R », 2021 ((en) Infinity Son, HarperTeen, 2020), trad. Constance de Mascureau, 396 p.  (ISBN 978-2-221-24753-2)
2. Fils du néant, Robert Laffont, coll. « R », 2022 ((en) Infinity Reaper, Quill Tree, 2021), trad. Cécile Ardilly, 558 p.  (ISBN 978-2-221-24754-9)
3. Infinity Kings, Simon and Schuster, 2024[11].

### Romans
- Plus heureux que jamais, Robert Laffont, coll. « R », 2022 ((en) More Happy Than Not, SoHo Teen, 2015), trad. Constance de Mascureau, 444 p.  (ISBN 978-2-221-24049-6)
- Tu ne m'as laissé que notre histoire, Robert Laffont, coll. « R », 2018 ((en) History Is All You Left Me, SoHo Teen, 2017), trad. Constance de Mascureau, 432 p.  (ISBN 978-2-221-22080-1)

### Nouvelles
- Dans (en) Because You Love to Hate Me: 13 Tales of Villainy, Bloomsbury, 2017
- Dans (en) (Don't) Call Me Crazy, Algonquin, 2018
- Dans (en) Color Outside the Lines, SoHo Teen, 2019